# Ángel Manuel Cuéllar Llanos
Ángel Manuel Cuéllar Llanos (Villafranca de los Barros, Badajoz, 13 de setembre de 1972) és un futbolista extremeny retirat. Jugava de davanter i va desenvolupar la major part de la seva carrera professional en el Reial Betis i el FC Barcelona, a més de ser internacional amb la selecció espanyola.

## Trajectòria
Es va formar en les categories inferiors del Reial Betis, on va integrar una històrica fornada de jugadors que la temporada 1989-90 van ser campions de la Copa del Rei juvenil -amb un hat-trick de Cuéllar en la final- i subcampions de lliga de la categoria. Pocs mesos després es va produir el seu debut amb el primer equip verd-i-blanc en Primera Divisió. Va ser el 4 de novembre de 1990 en Las Gaunas davant el CD Logroñés. Al final de temporada l'equip va descendir a Segona Divisió, categoria en la qual va militar tres anys, consolidant-se com l'extrem esquerre titular dels bètics.
Cuéllar va explotar la temporada 1994/95, en la qual el Betis, que retornava a la màxima categoria, va protagonitzar una brillant campanya, finalitzant la lliga en tercera posició i assolint la classificació per a la Copa de la UEFA. L'extrem extremeny va esdevenir un dels jugadors revelació de la temporada, i un els màxims golejadors del torneig, amb 14 punts. El seu bon rendiment li va obrir també les portes de la selecció espanyola. Va ser llavors quan Johan Cruyff va decidir fitxar-lo per al seu nou projecte esportiu en el FC Barcelona. Cuéllar va esdevenir el segon fitxatge més car de l'any, després que el Barça decidira pagar la seva clàusula de rescissió, de 500 milions de pessetes –uns tres milions d'euros- davant la negativa del president bètic, Manuel Ruiz de Lopera, de negociar el traspàs del seu jugador franquícia.
A pesar d'un prometedor inici durant la pretemporada barcelonista, en el seu primer partit de lliga amb la samarreta blaugrana, davant el Reial Valladolid, Cuéllar va caure lesionat de gravetat. Un trencament del lligament encreuat anterior esquerre del genoll el va mantenir allunyat dels terrenys de joc durant, pràcticament, sis mesos. El seu retorn a l'activitat va coincidir amb un període de crisi en l'equip català, que va culminar amb el cessament de Cruyff, en una temporada sense títols. La següent campanya va suposar l'arribada a la banqueta de Bobby Robson, qui va apostar per Luis Figo i Ronaldo per a cobrir els llocs d'atac de l'equip. Després de participar en els primeres partits de la temporada, Cuéllar va desaparèixer de les alineacions a partir del mes d'octubre, i tot just va intervenir en els tres títols conquistats eixe curs: la Supercopa d'Espanya, la Copa del Rei i la Recopa d'Europa.
En finalitzar la temporada, l'estiu de 1997, es va plantejar la seva sortida del club català, després de dos anys en els quals només havia disputat 20 partits de lliga, amb un escàs bagatge golejador de dos gols. Manuel Ruiz de Lopera va decidir recuperar-lo per al Reial Betis, després de pagar 300 milions de pessetes pel seu fitxatge, oferint-li un contracte pràcticament vitalici de set anys, que incloïa un partit d'homenatge després de la seva retirada. No obstant això, Cuéllar no va aconseguir recuperar el nivell de joc de la seva primera etapa amb els sevillans, sent un suplent habitual per als diferents tècnics que van desfilar per la banqueta andalusa. Al terme de la temporada 1999-2000, que va culminar amb el descens del Betis a Segona Divisió, Lopera va decidir acomiadar al jugador - que en tres anys només havia assolit un gol- al·legant "alarmant baix rendiment laboral".
Després d'un temps a prova amb el Gimnàstic de Tarragona, de Segona Divisió, va fitxar pel club català en el mercat d'hivern de la temporada 2001/02. Va assolir nou gols en 21 partits, però no van servir per a aconseguir que els tarragonins mantinguessin la categoria. La temporada 2002/03 es va incorporar al Racing de Ferrol, convertint-se en el fitxatge més car de la història del club. A Ferrol, Cuéllar va confirmar la recuperació del seu instint golejador: va concloure la temporada com a màxim golejador de l'equip, amb 12 gols en 33 partits de lliga, encara que, novament, el seu club es va veure abocat al descens a Segona B. No obstant això, una oferta del Llevant UE li va permetre seguir jugant en la categoria d'argent. Amb els valencians va assolir el campionat de Segona Divisió i l'ascens a la màxima categoria.
Després d'un any en Primera, sense amb prou feines oportunitats, la temporada 2006/07 va decidir tornar a terres gallegues, en ser la seva dona la corunyesa Lola Pérez, Miss Galícia el 1997. Va fitxar pel Club Deportivo Lugo, de Tercera Divisió, amb el qual va aconseguir l'ascens a Segona Divisió B. Després d'un any amb els blanc-i-rojos en la categoria de bronze, l'estiu de 2007 va fitxar pel Narón Balompé de Tercera. A pesar dels seus 35 anys, Cuéllar va esdevenir el líder de l'equip, acabant la lliga com a màxim golejador de la categoria, com 20 gols; una aportació que va permetre al Narón classificar-se per a disputar l'ascens a Segona B, el major èxit en la història del club.
Després de disputar sense fortuna la promoció, Cuéllar va anunciar la seva retirada dels terrenys de joc.

## Selecció espanyola
Ha estat internacional absolut amb la selecció espanyola en dues ocasions. Javier Clemente el va fer debutar el 30 de novembre de 1994, en un partit amistós contra Finlàndia jugat a Màlaga. Cuéllar va disputar íntegrament la segona part, després de suplir a Amavisca en el descans. Posteriorment, el 22 de febrer de 1995 va jugar el seu segon i últim partit com a internacional espanyol. Va ser altre amistós, davant Alemanya, en el qual novament va substituir, en l'intermedi, a Amavisca.
Amb anterioritat, va ser internacional en diverses categories inferiors de la selecció espanyola, sent el seu major èxit l'Eurocopa sub-16 conquistada el 1988.

## Clubs
| Club                   | Any       |
| ---------------------- | --------- |
| Reial Betis            | 1990-1995 |
| FC Barcelona           | 1995-1997 |
| Reial Betis            | 1997-2001 |
| Gimnàstic de Tarragona | 2001-2002 |
| Racing de Ferrol       | 2002-2003 |
| Llevant UE             | 2003-2005 |
| CD Lugo                | 2005-2007 |
| CF Narón Balompé       | 2007-2008 |

## Palmarès
| Títol               | Club               | Any  |
| ------------------- | ------------------ | ---- |
| Eurocopa Sub-16     | Selecció d'Espanya | 1988 |
| Supercopa d'Espanya | FC Barcelona       | 1996 |
| Copa del Rei        | FC Barcelona       | 1997 |
| Recopa d'Europa     | FC Barcelona       | 1996 |